# Iryna Leščanková
Iryna Leščanková, za svobodna Iryna Kryŭková, bělorusky  Ірына Лешчанка * (30. července 1991 Sjanno) je běloruská biatlonistka a olympijská vítězka ze závodu ženských štafet na Zimních olympijských hrách 2018.
V závodech světového poháru ve své dosavadní kariéře nevyhrála žádný individuální ani kolektivní závod. Nejlépe obsadila druhé místo v závodu s hromadným startem v Annecy v roce 2017.

## Výsledky

### Olympijské hry a mistrovství světa
| Sezóna  | Akce | Místo         | SP  | SZ  | HZ  | IZ  | ŠT  | SŠT | SZD | Věk    |
| ------- | ---- | ------------- | --- | --- | --- | --- | --- | --- | --- | ------ |
| 2017/18 | ZOH  | Pchjongčchang | 17. | 17. | 26. | 36. | 1.  | –   | –   | 26 let |
| 2018/19 | MS   | Östersund     | 34. | 33. | 24. | 62. | 11. | –   | –   | 27 let |
| 2019/20 | MS   | Anterselva    | 52. | 49. | –   | 30. | 13. | 12. | –   | 28 let |
| 2020/21 | MS   | Pokljuka      | 75. | –   | –   | –   | 4.  | –   | 12. | 29 let |
| 2021/22 | ZOH  | Peking        | 60. | 20. | –   | 41. | 13. | –   | ×   | 30 let |

Poznámka: Výsledky z mistrovství světa se započítávají do celkového hodnocení světového poháru, výsledky z olympijských her se dříve započítávaly, od olympijských her v Soči 2014 se nezapočítávají.

## Vítězství v závodech světového poháru, na mistrovství světa a olympijských hrách

### Kolektivní
| Č.                            | sezóna  | datum          | místo                            | disciplína |
| ----------------------------- | ------- | -------------- | -------------------------------- | ---------- |
| OH                            | 2017/18 | 22. února 2018 | Pchjongčchang, Jižní Korea (ZOH) | štafeta    |
| – závod na olympijských hrách |         |                |                                  |            |